# Dioptrie prismatique
La dioptrie prismatique est une unité de mesure de l'angle de déviation (de la lumière) engendrée par un prisme ; son symbole est Δ.

## Définition
Un prisme d'une puissance 1Δ dévie de 1 cm sur une surface plane l'image d'un objet situé à 1 m.
{\displaystyle d_{\left[\Delta \right]}=100\,\tan d}
où d est l'angle de déviation de la lumière, exprimé en unités indifférentes (degrés ou radians, etc.) dans la tangente.
Ainsi, une dioptrie prismatique est équivalente à un centimètre par mètre et, tant que la déviation est faible  (inférieure à une quinzaine de degrés), pratiquement équivalente à un centiradian.

## Usage
La dioptrie prismatique est utilisée en ophtalmologie et en optique lunetterie.
Un effet prismatique peut être réalisé en décentrant un verre correcteur : un rayon incident parallèle à l'axe, à la distance h de celui-ci, fera après réfraction un angle d avec l'axe tel que
f' étant la distance focale image du verre correcteur et V sa vergence. Si h est évalué en centimètres et V en dioptries, on aura
La règle de Prentice stipule ainsi que chaque centimètre de décentrement produit autant de dioptries prismatiques que la lentille compte de dioptries de vergence.